# Khadija Rouissi
Pour les articles homonymes, voir Rouissi.
Khadija Rouissi (en arabe : خديجة الرويسي), né en 1963 à Casablanca. Khadija Rouissi est Ambassadeur du Maroc au Danemark et en Lituanie. Elle est une ancienne députée près Parti Authenticité et Modernité depuis 2008 . Elle est une militante pour les droits humains et de la liberté d'expression au sein de plusieurs associations nationales et en tant que Secrétaire Générale du Forum Marocain pour la Vérité et la Justice.

## Biographie

### Origine et études
Khadija Rouissi a vu le jour à l'ancienne Medina de Casablanca. Elle était encore petite quand ses trois frères ont été enlevés. Après avoir obtenu son baccalauréat en 1984, elle intègre l'université de Casablanca et est titulaire d’un master de l’Université Hassan II de Casablanca.

### Parcours
En 1984, elle a commencé ses activités de militante des droits de l’Homme.
Elle fait partie des fondateurs du Forum marocain pour la Vérité et la Justice dont elle a occupé le poste de secrétaire générale à côté du président Driss Benzekri qu’elle a fini par rejoindre au sein de l’Instance équité et réconciliation.
Khadija Rouissi a décroché un siège au parlement en 2012 en tant que membre du Parti Authenticité et Modernité.
Le 16 janvier 2017, Khadija Rouissi a remis ses lettres de créance à la présidente lituanienne, Dalia Grybauskaité en tant qu’ambassadeur du roi du Maroc au Danemark et en Lituanie.

### Prises de position
Khadija Rouissi a lancé une pétition sur le magazine Telquel pour soutenir l'Iranienne Sakineh Mohammadi Ashtiani qui était condamné à mort. La disparition de son frère Abdelhak a joué un rôle important dans son militantisme pour les droits de l'Homme.
Elle a déposé plainte à la brigade nationale de la police judiciaire après avoir été menacé de mort après avoir dénoncé l'attentat contre Charlie Hebdo.

### Vie personnelle
Khadija Rouissi s'est mariée en 1986 et mère de trois enfants. 